# Nectricladiella infestans
Nectricladiella infestans är en svampart som beskrevs av Crous & C.L. Schoch 2000. Nectricladiella infestans ingår i släktet Nectricladiella och familjen Nectriaceae.   Inga underarter finns listade i Catalogue of Life.